# Herman Behr Mansion
La Herman Behr Mansion es un edificio ubicado en 82 Pierrepont Street en la esquina de Henry Street en Brooklyn Heights, Brooklyn, Nueva York (Estados Unidos). Construida entre 1888 y 1889 según el diseño del arquitecto Frank Freeman de Brooklyn, ha sido descrita como "la mejor casa de estilo neorrománico de la ciudad".

## Historia
La mansión ha tenido una historia colorida. Fue diseñado originalmente por el destacado arquitecto de Brooklyn Frank Freeman para el industrial Herman Behr, un fabricante de abrasivos y padre del tenista Karl Behr y del golfista Max Behr.
La familia Behr finalmente se mudó al norte del estado, y en 1919 la mansión Behr se expandió sustancialmente y se convirtió en el Palm Hotel, que fue un burdel en sus años de decadencia. Se convirtió en la residencia de los hermanos franciscanos en 1961, junto con el funcionamiento de Street Francis College. Se convirtió en apartamentos de alquiler en 1977. En 2008, el edificio cambió de manos por 10.980.000 dólares.
La apertura del Puente de Brooklyn en 1883 y el advenimiento del servicio de metro en la década de 1900 cambiaron el carácter exclusivo del vecindario. Muchas calles se dedicaron a casas de huéspedes, escaparates, talleres mecánicos y fábricas. Durante esos años la Herman Behr Mansion albergó un burdel.

## Descripción

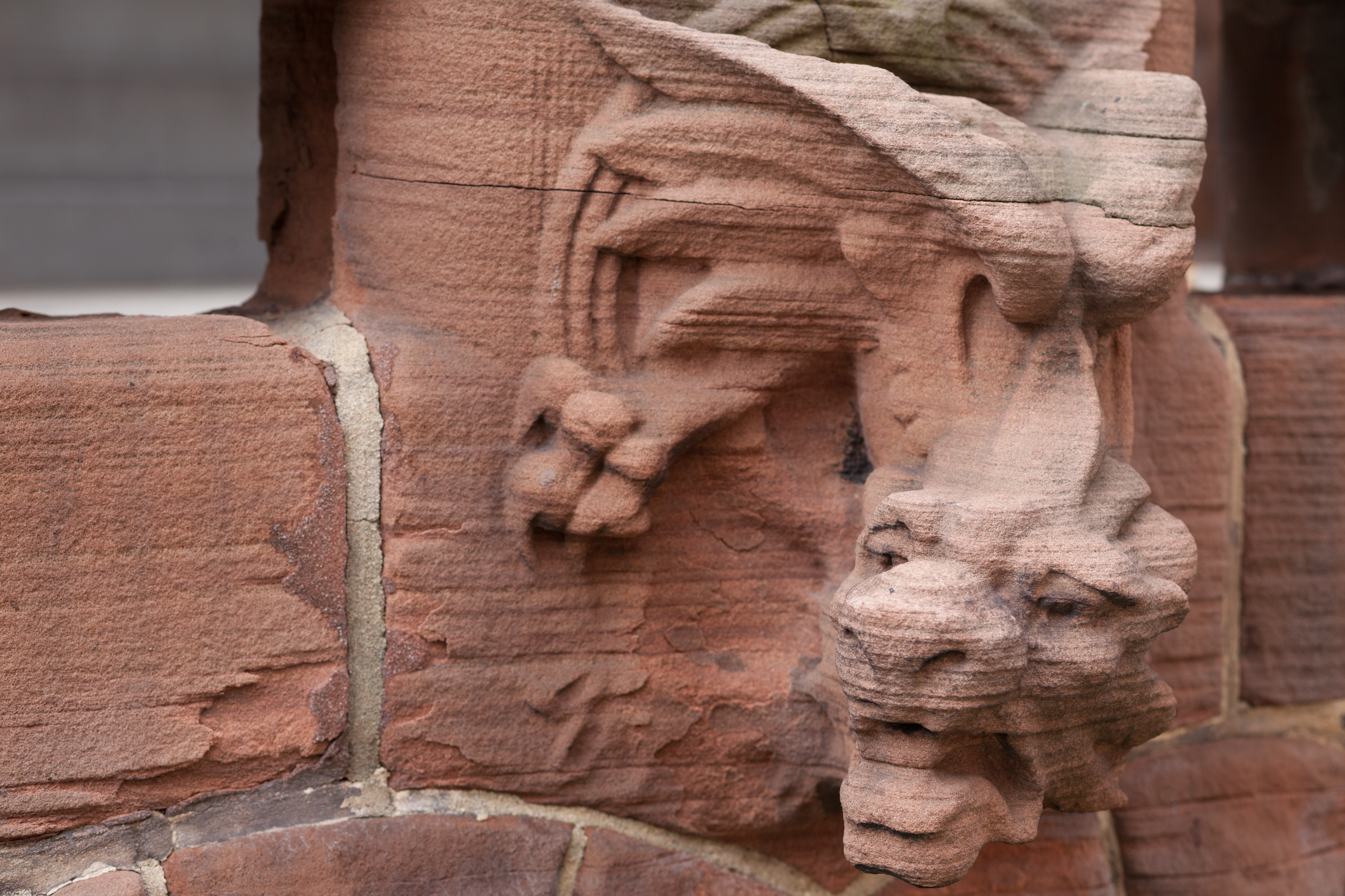
Uno de los dragones de arenisca al nivel de la calle en la mansión Herman Behr

La mansión Herman Behr ha sido aclamada como "la mejor casa del renacimiento románico de la ciudad" y "una de las grandes obras maestras del diseño del neorrománico en la ciudad de Nueva York". Se ha descrito como "una de las auténticas delicias" de Brooklyn Heights, una fantasía de color románico de ladrillo salmón, terracota y piedra arenisca revestida de roca con adornos de animales locos que recuerdan a los cómics modernos y violentos: lagartos, leones y dragones haciendo muecas".
La casa tenía originalmente tres pisos, sin incluir el sótano y el ático. Una extensión de seis pisos, no mucho más alta que el edificio original, se agregó a la parte trasera de la propiedad en 1919 cuando se convirtió en el Palm Hotel.
El primer piso de la mansión está terminado en piedra arenisca desnuda, excepto la ampliación de 1919. El resto del exterior está construido de piedra rojiza Belleville con un revestimiento de terracota de ladrillo. A la entrada se accede por una amplia escalera de piedra, flanqueada por dos torres o crujías de medio punto que se elevan a la altura del tercer piso donde cada una forma un balcón separado. Un tercer balcón en el segundo piso corre entre los dos. Cada uno de los tramos cuenta con tres grandes ventanales por piso. Por encima y entre los tramos, en el tercer piso, hay dos ventanas semicirculares, coronadas por una única ventana rectangular en un frontón, que a su vez está flanqueada por dos altas chimeneas. El techo en sí tiene una pendiente pronunciada, a dos aguas y con tejas. Los tramos en la parte delantera del edificio tienen eco en un tercer tramo más pequeñ en la planta baja en el centro del edificio en Henry Street.

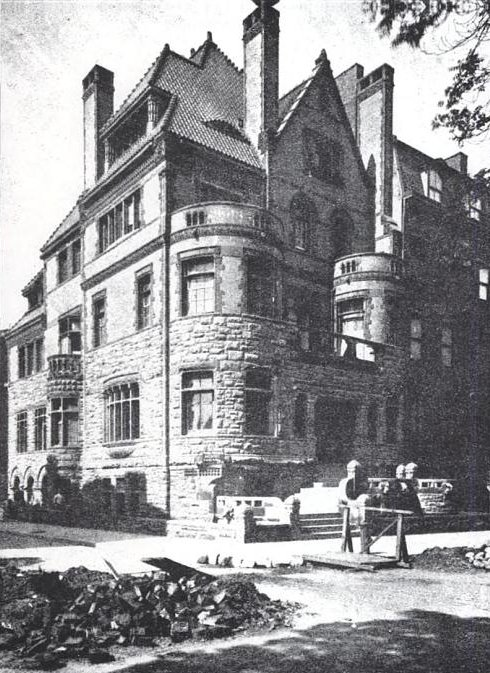
La mansión poco después de su finalización, c.1889

La entrada se abre a un vestíbulo acabado en caoba y que contiene una pequeña biblioteca y una chimenea de piedra arenisca escocesa con una repisa de chimenea "intrincadamente tallada". En la distribución original del edificio, a la derecha del vestíbulo se encontraba un gran salón, dos tercios del edificio de profundidad, acabado en caoba pulida, con un techo de paneles de blanco y oro. En la parte trasera del salón, separado por puertas correderas, estaba el comedor, acabado en roble y con una chimenea de mármol rojo númida con repisa de roble tallado. La biblioteca, que daba directamente a la entrada del edificio, estaba terminada en madera de cerezo, con un techo abovedado de color blanco y dorado, predominando este último color.
A la izquierda de la entrada, a lo largo del edificio en el lado de Henry Street, estaba la sala, que culminaba en la parte trasera con el vestidor de los sirvientes, las despensas y una escalera que conducía a la cocina en el sótano. El nivel del sótano también incluía una sala de billar, sala de mayordomo, sala de estar de servicio y lavandería. El segundo piso contenía dormitorios, vestidor y baño. La carpintería de los dormitorios estaba acabada en marfil esmaltado y las chimeneas en ónix. El tercer piso contenía una sala de cámara y varias habitaciones más pequeñas. En el ático había un estudio, un espacio de almacenamiento y una habitación para el servicio.